# Дітки в порядку
«Дітки в порядку» (англ. The Kids Are All Right) — американська комедія 2010 року режисерки Лізи Холоденко. Сценарій Лізи Холоденко та Стюарта Блумберга. У головних ролях Аннетт Бенінг, Джуліанн Мур, Марк Руффало, Міа Васіковська та Джошуа Хатчерсон.

## Сюжет
Нік і Джулс — сімейна лесбійська пара, що проживає в одному з передмість Південної Каліфорнії. У них двоє дітей — вісімнадцятирічна Джоні і п'ятнадцятирічний Лазер. Джоні і Лазер були зачаті з використанням донорської сперми. Нік народила Джоні, а Джулс — Лазера. Джоні збирається виїхати до коледжу, і Лазер просить її через банк сперми дізнатися, хто був їхнім батьком. Їй вдається з'ясувати, що це якийсь Пол. У таємниці від матерів вони зустрічаються з Полом, що тримає ресторан і невелику ферму з вирощування овочів. Він не прихильник серйозних стосунків і досить легко ставиться до життя.
Нік і Джулс скоро стає відомо про Пола. Вони запрошують його на обід познайомитися ближче. Пол пропонує Джулс роботу ландшафтної дизайнерки ділянки його землі. Якщо Нік працює лікаркою, то Джулс ніколи не могла знайти постійного заняття. Вона намагалася вести різні види бізнесу, але не дуже успішно. Тепер вона хоче займатися ландшафтним дизайном, і пропозиція Пола виявляється дуже доречною.
Простий підхід до життя Пола справляє враження на Джулс. Строгість Нік і її бажання все контролювати часто були причиною сварок, і тепер Джулс знайшла віддушину. Вона заводить роман з Полом. Діти теж продовжують спілкуватися з батьком, і Нік, якій не до вподоби спосіб життя Пола, залишається осторонь.
Нік дізнається правду і свариться з Джулс. Пол по-справжньому закохується в Джулс і пропонує їй бути разом. Діти вражені тим, що трапилося, звинувачують як матерів, так і Пола. Відносини в родині остаточно псуються. Джулс розуміє, яку зробила помилку, і щиро просить пробачити її.

## У ролях
| У ролях          |  | Персонаж   |
| ---------------- |  | ---------- |
| Аннетт Бенінг    |  | Нік        |
| Джуліанн Мур     |  | Джулс      |
| Марк Руффало     |  | Пол        |
| Міа Васіковська  |  | Джоні      |
| Джошуа Хатчерсон |  | Лазер      |
| Яя Дакоста       |  | Таня       |
| Тамара Вітмер    |  | Офіціантка |
| Едді Гасселл     |  | Клей       |
| Зося Мамет       |  | Саша       |
| Кунал Шарма      |  | Джай       |